# Johann Kaspar Lavater
Johann Kaspar Lavater (Zürich, 1741. november 15. – Zürich, 1801. január 2.) svájci író, filozófus és teológus.

## Életútja
Szülővárosában teológiát tanult 1759-62-ig, s azután Füsslivel együtt bevádolta Landvogt Felix Grebelt igazságtalanságaiért, s hogy ennek következményeit elkerülje, Németországba utazott. Visszatérve, 1764-ben kiadta híressé vált Svájci dalait, melyeket Aussichten in die Ewigkeit (Bern, 1764) című kötete követett. 1769-ben diakónus, 1775-ben lelkész lett a zürichi árvaházban, s miután egy brémai meghívást visszautasított, 1786-ban a Szent Péter-templom plébánosa lett. Szabadelvű fellépése miatt a francia kormánnyal szemben, Bázelbe száműzték, s amikor ismét visszaengedték Zürichbe, nem sokáig működhetett, mert Masséna 1799. szeptember 26-án elfoglalta a várost, amely alkalommal egy gránátos keresztül lőtte Lavatert, aki hosszú szenvedés után sebébe belehalt.
Kiváló megfigyelőképessége folytán hamar kiismerte azok jellemét és természetét, akikkel érintkezett, miáltal arra a meggyőződésre jutott, hogy az arc vonásaiból és sajátos alakulásából következtetést lehet vonni az egyének jellemére. Ezt akarta bizonyítani Physiognomische Fragmente zur Beförderung der menschenkenntniss und Menschenliebe (4 kötet, Lipcse és Winterthur, 1775-78) című könyvében, amely élénk polemiát idézett elő, s egyszersmind kétségen kívül helyezte, hogy a fiziognómia mint tudomány csak hiú ábránd, mert Lavater törvényei csupán személyes tehetségeiben és érzelmeiben gyökereznek. Azonban, dacára Lichtenberg (Über Physiognomik wider die Physiognomen) és Musäus (Physiognomische Reisen) elmés szatiráinak Lavater népszerűsége folyton növekedett, s egész Európából fordultak hozzá tanácsokért.
Vermischte Schriften (Winterthur, 1774-81) és Sämtliche kleine prosaische Schriften (Winterthur, 1784-85) Lavater maga adta ki; ellenben a Lavater's nachgelassene Schriftent (Zürich, 1801-2) Gessner és a Lavater's ausgewählte Schriftent (Zürich, 1844) Orelli adta ki. Költeményei közt nevezetes a több kiadást ért 200 christliche Lieder című gyűjtemény.

## Magyarul
- Új imádságos könyvetske, a' helvetziai vallástételt követő keresztyének számára; ford. Kováts Péter; Trattner, Pest, 1827
- Arczisme. Írta és rajzolta Gabányi Árpád; Lavater, Mengs nyomán; Könyves Kálmán, Bp., 1893